# پیامد تلخ
پیامد تلخ (آلمانی: Bittere Ernte؛ ‏ لهستانی: Gorzkie żniwa) یک فیلم درام آلمانی به کارگردانی آگنیشکا هولاند است که در سال ۱۹۸۵ منتشر شد. این فیلم نامزد دریافت جایزه اسکار بهترین فیلم بین‌المللی بود.

## گزیدهٔ بازیگران
- آرمین مولر-اشتال
- الیزابت تریسه‌نار
- وویچیخ پشونیاک
- مارگیت کارستنسن
- کورت راب